# Манастир Вазнесење (Овчар)
Манастир Вазнесење (Овчарско), се налази у Овчарско-кабларској клисури недалеко од магистралног пута на обронцима планине Овчар. Један је од десетак Овчарско-кабларских манастира, познатих као мала Света гора.
Верује се да је саграђен у 12. или 13. веку. До 1937. године је био у рушевинама, верује се да је пострадао од Турака.Владика Николај Жички је обновио храм 1937. године.
У манастиру Вазнесење је постојала преписивачка школа, док је 1570. године преписано једно илуминацијама богато четворојеванђеље.
Црква Вазнесење Господње је једноставна једнобродна грађевина. Улаз је са северне стране.
Слава манастира је Вазнесење Господње, које се слави четрдесети дан по Васкрсу. У манастиру се Света Литургија служи сваки дан.
Старешина (игуман) манастира је архимандрит Тимотеј (Миливојевић).

## Галерија
- Купола манастирске цркве
- Детаљ из порте и звоник
- Део порте и звоник
- Манастирска црква и звоник у позадини
- Унутрашњост цркве
- Иконостас